# Patricia Vargas
Patricia Vargas Pérez (Santiago de Chile, 25 de diciembre de 1949) es una artista visual, dibujante, escultora y catedrática chilena adscrita al arte contemporáneo, y que ha incursionado principalmente en el arte figurativo y el minimalismo; es hija del también escultor Raúl Vargas Madariaga.

## Vida y obra
Se graduó de licenciatura en artes de la Universidad de Chile donde fue alumna de Carlos Pedraza y Adolfo Couve.
En su trabajo «se reconoce un afán sostenido por reiterar la figura y cuerpos femeninos»; éste se caracteriza por «el desnudo femenino en representaciones que denotan una condición de fragilidad y vulnerabilidad. Sus figuras aparecen vendadas, oprimidas y yacentes en situaciones de encierro».
Patricia mezcla diversas técnicas en su obra, entre las que se encuentran el dibujo, la fotografía, la pintura y la escultura a través del uso de grandes formatos. De acuerdo al crítico de arte Waldemar Sommer —particularmente respecto a su labor como dibujante— sus dibujos son «trabajados con refinamiento y sentido del equilibrio entre abstracción y figura reconocible».
Exposiciones y distinciones
Ha participado en varias exposiciones individuales y colectivas durante su carrera, entre ellas en la IV y V Bienal Internacional de Arte de Valparaíso (1979 y 1981 respectivamente), la IV Bienal de Maldonado en Uruguay (1981), la XVI Bienal de Sao Paulo (1983), las muestras Identitat/Identidad, Mundos Paralelos: 6 Artistas Alemanes y 6 Artistas Chilenos (1992) y Cielo Raso (2003) en el Museo de Arte Contemporáneo de Santiago, Tercer Concurso Colocadora Nacional de Valores (1977), Mujeres en el Arte (1991) y Seis Vías en la Escultura (1995) en el Museo Nacional de Bellas Artes de Chile y MAVI La colección. Los 90 en el Museo de Artes Visuales de Santiago (2012), entre otras exposiciones en Chile, América Latina y Europa.
El año 2004 recibió una nominación al Premio Altazor de las Artes Nacionales en la categoría grabado y dibujo por Cielo raso.